# Markale-Massaker

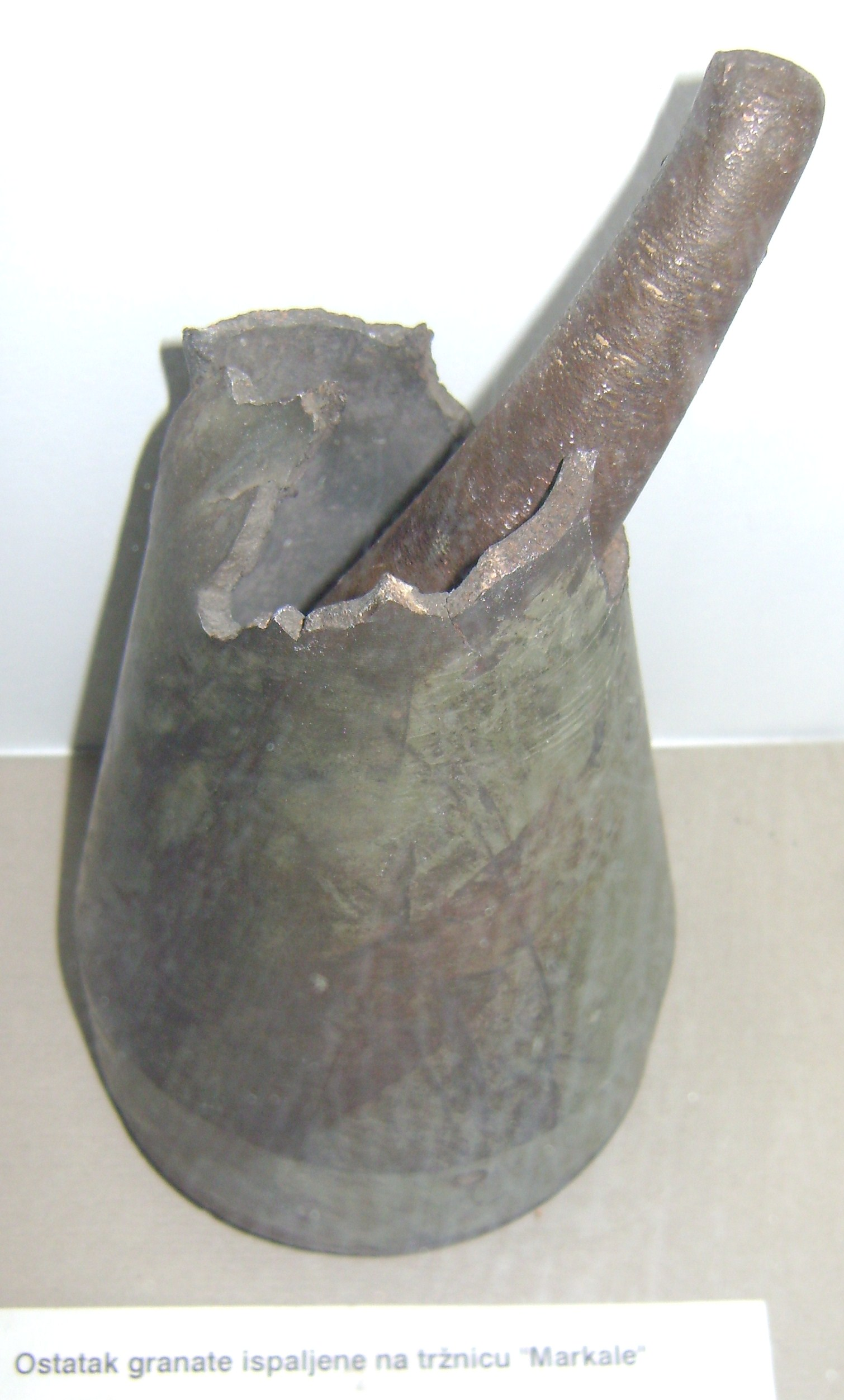
Ausstellungsstück im „Historischen Museum von Bosnien und Herzegowina“, angeblich Reste einer der Markale-Granaten

Als Markale-Massaker werden zwei Vorfälle während der Belagerung von Sarajevo im Bosnienkrieg 1994 und 1995 bezeichnet, bei denen zahlreiche Zivilisten auf dem Markale-Platz (Pijaca Markale) und dessen Umgebung in Sarajevo ums Leben kamen. Als Verantwortliche für beide Massaker gelten Soldaten der Armee der bosnischen Serben (Vojska Republike Srpske). Die Aufschlagspunkte der Mörsergranaten sind heute mit Rosen von Sarajevo markiert.

## Erstes Markale-Massaker

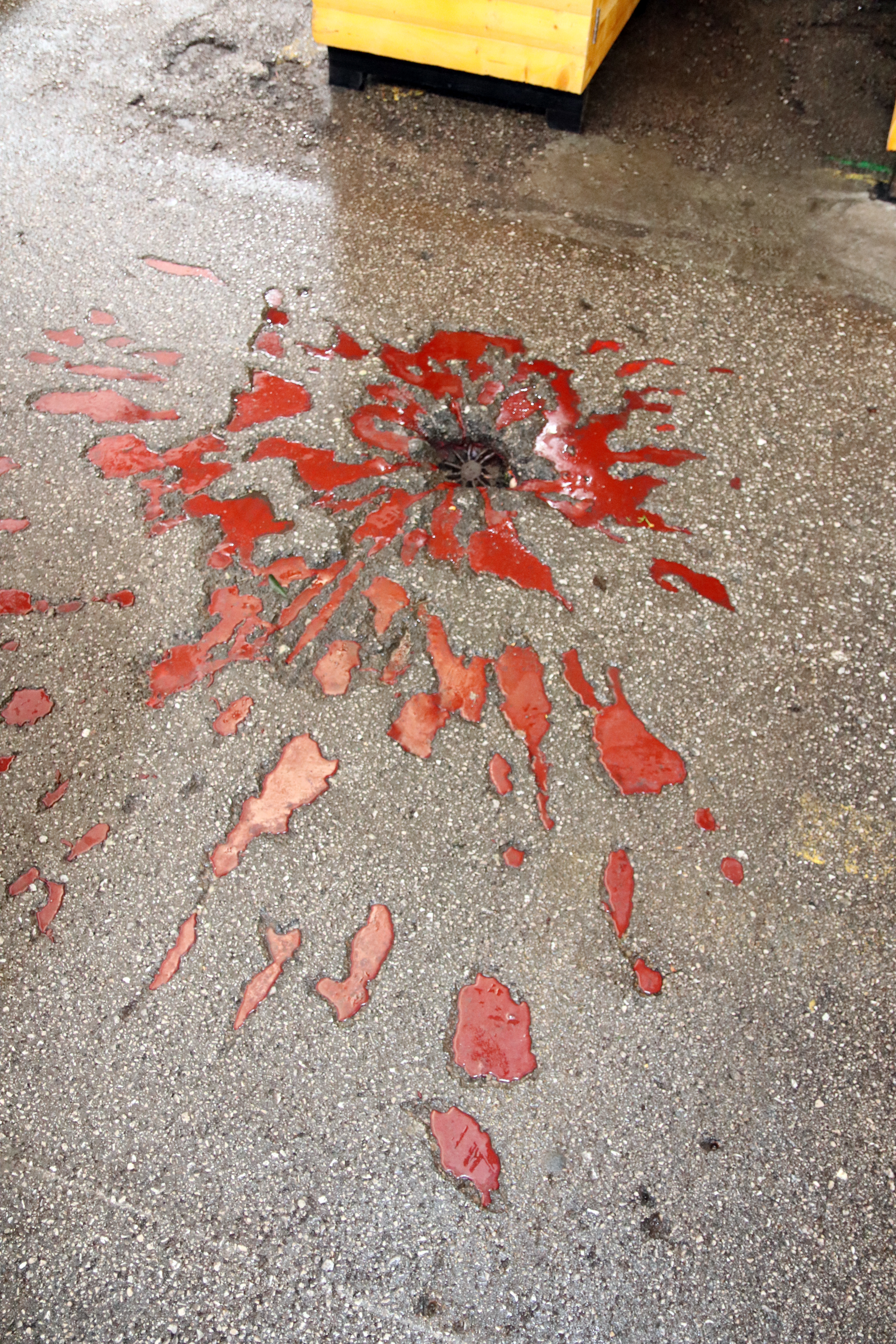
Einschlagspunkt der Mörsergranate am Markale Platz am 5. Februar 1994, gekennzeichnet mit einer Rose von Sarajevo

Das erste der beiden Massaker fand gegen Mittag am 5. Februar 1994 statt, als ein 120-mm-Mörsergeschoss auf dem Markale-Platz im Zentrum Sarajevos detonierte (). Dabei starben 68 Zivilisten, 144 weitere wurden verletzt. Der Vorfall in der unter UN-Schutz stehenden Zone führte zu einem Ultimatum des UN-Sicherheitsrats an die Armee der bosnischen Serben (VRS), alle schweren Waffen und Mörsergeschütze innerhalb von zehn Tagen aus einem 20-Kilometer-Radius um die Stadt abzuziehen und unter Aufsicht der UNPROFOR zu stellen.
Der Vorfall war Gegenstand des Verfahrens gegen den damaligen Kommandeur des Sarajevo-Romanija-Korps der VRS Stanislav Galić vor dem Internationalen Strafgerichtshof für das ehemalige Jugoslawien (ICTY), das 2003 zu dessen Verurteilung zu 20 Jahren Haft (später verlängert auf lebenslänglich) führte.

## Zweites Markale-Massaker

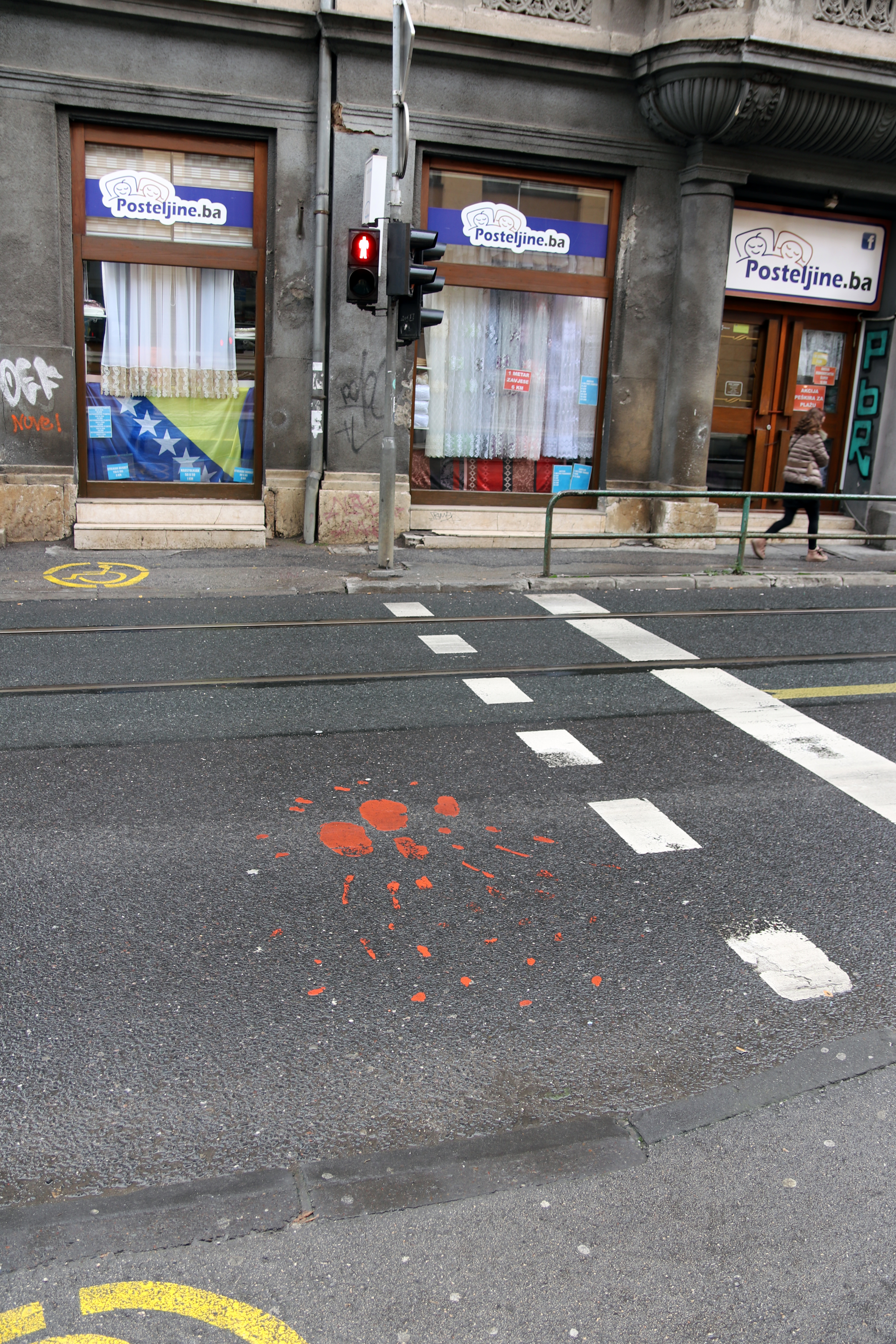
Einschlagspunkt der Mörsergranate nahe dem Markale Platz am 28. August 1995, gekennzeichnet mit einer Rose von Sarajevo

Der zweite Vorfall ereignete sich am 28. August 1995. Eine 120-mm-Mörsergranate schlug auf der am Markt vorbeiführenden Straße bei der Markale-Markthalle ein (), fünf weitere am Nationaltheater Sarajevo. Dabei kamen 37 Personen ums Leben und 90 weitere wurden verletzt (nach anderen Angaben: 43 Tote und 89 Verletzte). Am Abend kam es zudem zu einem Granatenangriff auf das Koševo-Krankenhaus, in das die meisten der Verwundeten gebracht worden waren. Der damalige UNPROFOR-Kommandeur für Bosnien, General Rupert Smith, gab in seinem Bericht an den UN-Sicherheitsrat an, die Granaten wären zweifelsfrei aus den von der VRS gehaltenen Distrikten Trebević und Lukavica abgefeuert worden. Zwei Tage später begann die NATO ihre Operation Deliberate Force gegen die VRS.
Der Befehlshaber des Sarajevo-Romanja-Korps der VRS zum Zeitpunkt des Vorfalls, General Dragomir Milošević, wurde vom ICTY für Kriegsverbrechen während der Belagerung von Sarajevo im Dezember 2007 zu 33 Jahren Haft verurteilt.